# Grigori Aronov
 (août 2025).
Si vous disposez d'ouvrages ou d'articles de référence ou si vous connaissez des sites web de qualité traitant du thème abordé ici, merci de compléter l'article en donnant les références utiles à sa vérifiabilité et en les liant à la section « Notes et références ».
Grigori (Gueli) Lazarevitch Aronov (Григо́рий (Ге́лий) Ла́заревич Аро́нов), né le 1er janvier 1923 à Potchep et mort au même endroit le 1er juillet 1984, est un réalisateur, scénariste et acteur soviétique.

## Biographie
Il vit quelque temps au village de Saltykova du raïon de Reoutov dans l'oblast de Moscou. Il y termine ses études secondaires et tourne dans des films dès l'adolescence. Son premier rôle est en 1938 dans Les Élèves de septième («Семиклассники»), puis il joue dans Affaire privée («Личное дело») en 1939 et dans Comment était trempé l'acier («Как закалялась сталь») en 1942.
Aronov étudie en 1940-1941 à École d'art dramatique Chtchepkine, puis la guerre éclate. Il travaille pendant la Grande Guerre patriotique comme technicien pour des instruments aéronautiques dans des usines de Kazan et de Ramenskoïe. Il termine en 1951 la faculté de réalisation cinématographique du VGIK dans la classe d'Igor Savtchenko et il est engagé comme cinéaste au studio des actualités cinématographiques de Kouïbychev. Entre 1956 et 1958, il est réalisateur au studio d'Odessa, puis à Lenfilm à Léningrad.
Aronov compte à son actif plusieurs films documentaires (Le Club du village, L'Université de Kazan, etc.). Il est coauteur du scénario du film Si tu pars («Если ты уйдёшь») en 1977 avec Iouri Rybtchinski. Il est enterré au cimetière des Victimes du 9 janvier de Léningrad (64e division) (aujourd'hui Saint-Pétersbourg).

## Filmographie

### Réalisateur
- 1957 — Le Marin a débarqué (Матрос сошёл на берег)
- 1962 — Les Soucis de demain (en russe : Завтрашние заботы) avec Boudimir Metalnikov
- 1963 — Tant que la personne est en vie (Пока жив человек)
- 1967 — Le Septième Compagnon (Седьмой спутник)
- 1970 — Les Chaînes vertes (Зелёные цепочки)
- 1972 — Le Cinquième Trimestre (Пятая четверть)
- 1974 — Manettes à ressort (Весенние перевёртыши)
- 1976 — Une longue, longue affaire (Длинное, длинное дело…) avec Vladimir Schrödel
- 1980 — Les Vacances de Kroch (Каникулы Кроша)
- 1983 — Vogue, petit navire... (Плыви, кораблик…)
- 1984 — Le Soldat inconnu (Неизвестный солдат)

### Scénariste
- 1977 — Si tu pars (Если ты уйдёшь) avec Iouri Rybtchinski[1]
- 1983 — Vogue, petit navire... (Плыви, кораблик…)

### Acteur
- 1938 — Les Élèves de septième (Семиклассники): Liovka
- 1939 — Affaire privée (Личное дело)
- 1942 — Comment était trempé l'acier (Как закалялась сталь) : Klimka
- 1964 — Alors que le front est sur la défensive (Пока фронт в обороне): officier prisonnier de guerre allemand
- 1969 — Cinq du ciel (Пятеро с неба): le général allemand
- 1981 — La Vie privée du directeur (Личная жизнь директора): épisode